# Motorbootsport

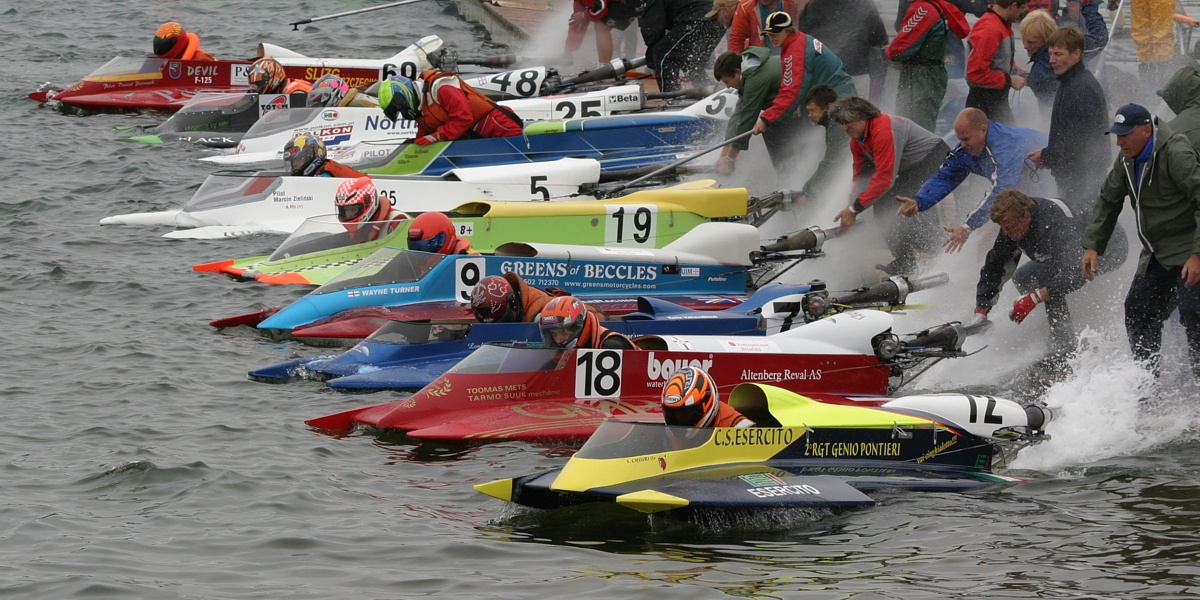
Jetty-Start der Formel 125 zum Rundstreckenrennen

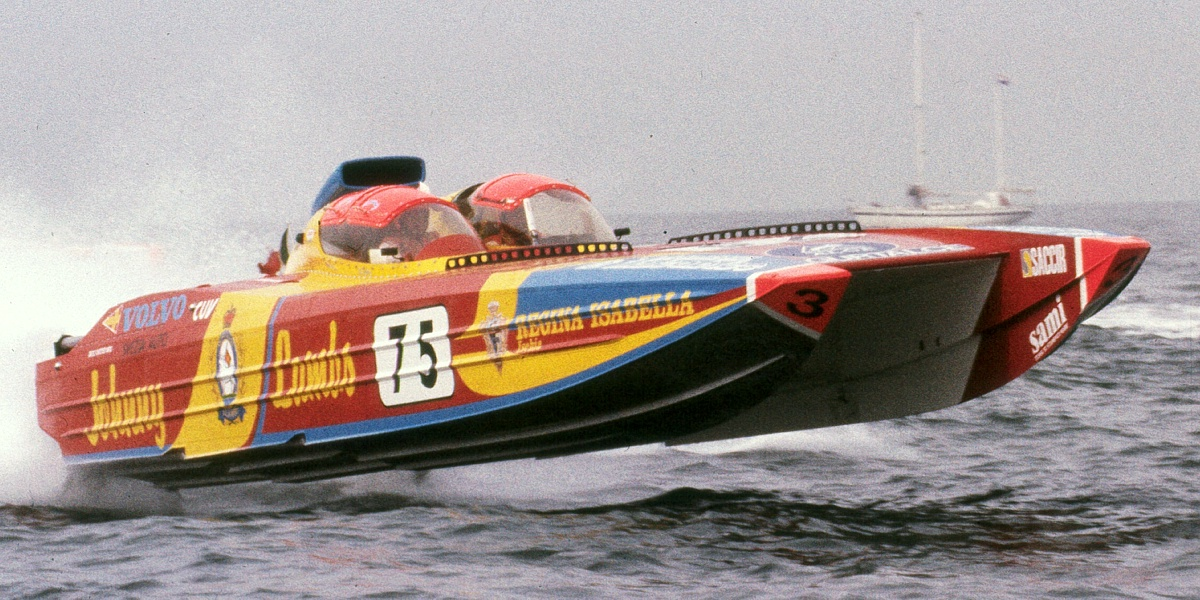
Class1-Offshoreboot in voller Fahrt

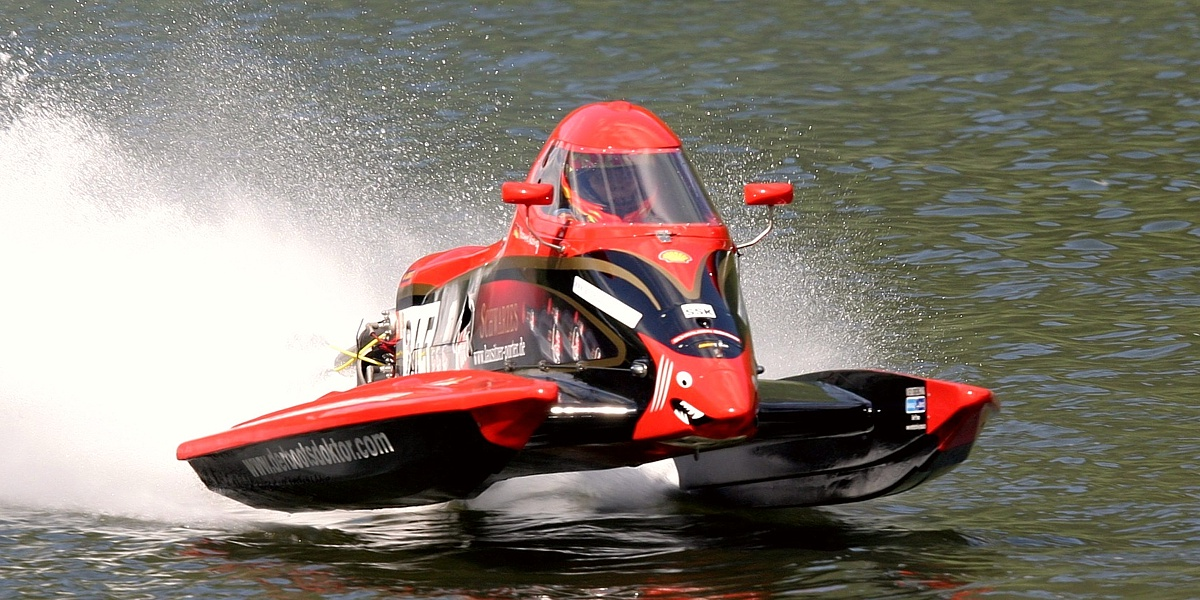
Formel 500-Katamaran mit Sicherheitscockpit

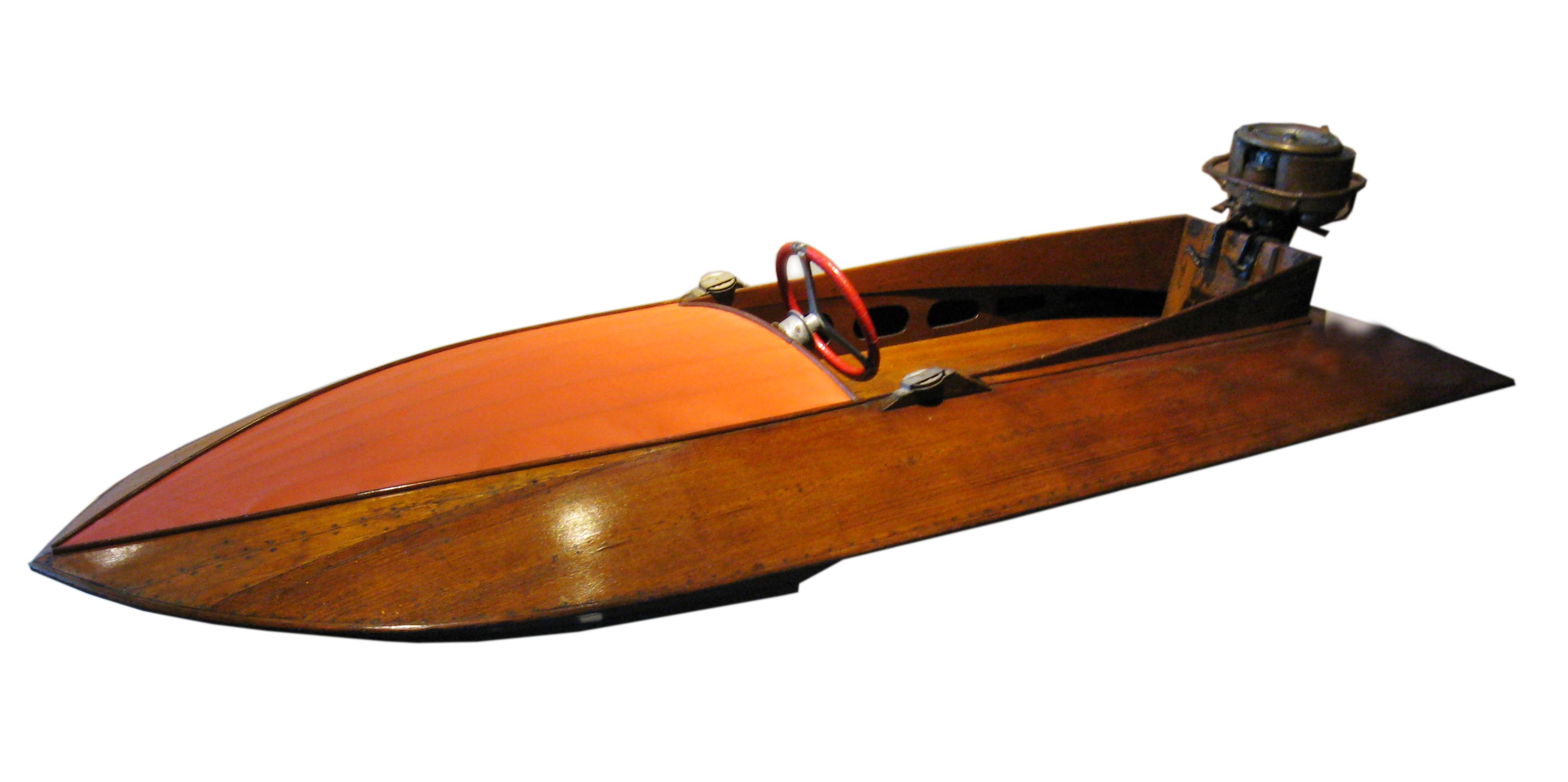
Historisches Rennboot

Als Motorbootsport wird das Betreiben von Motorbooten zu sportlichen Zwecken bezeichnet. Rennen werden in zwei Disziplinen, Rundstreckenrennen (englisch ‚circuit‘) und Offshorerennen abgehalten.
Rundstreckenrennen finden überwiegend auf Flüssen oder Seen statt, gelegentlich auch in Häfen oder auf ruhigen Meeresarmen. Die Kurse sind durch Wendebojen gekennzeichnet. Diese Bojen liegen in Abständen von etwa 200 bis 1000 Metern, sodass die Fahrer sie sehen können. Die Königsklasse ist die Formel 1.
Im Gegensatz zum Automobilsport gibt es für den Motorbootsport keine dauerhaften Rennstrecken. Eine Aufstellung der aktuellen und bisherigen Rennkurse enthält die Liste der Motorboot-Rennstrecken (Deutschland).
Offshore-Rennen finden auf dem Meer in Küstennähe statt. Die Boote sind mit mindestens zwei Personen besetzt. Einer davon ist für die Navigation zuständig, da die Wendebojen mehrere Seemeilen voneinander entfernt sind. Die Königsklasse ist die Class 1.
Fast alle Informationen im nachfolgenden Artikel beziehen sich auf Rundstreckenrennen.

## Geschichte
Die ersten Motorbootrennen wurden 1898 von der „French Yachting Union“ durchgeführt. Bei den Olympischen Sommerspielen 1908 in London war Motorbootrennen einmalig eine olympische Sportart. Bereits 1903 wurde die Harmsworth Trophy erstmals ausgetragen, die in den 1920er und 1930er Jahren von Gar Wood dominiert wurde. 1904 wurde in den Vereinigten Staaten erstmals der Gold Cup ausgetragen. Heutzutage finden in Deutschland etwa 10 Rennen jährlich statt.

## Organisation
Weltdachverband für den Motorbootrennsport ist die „Union Internationale Motonautique“ (UIM) mit Sitz in Monaco. Die Sporthoheit in Deutschland liegt beim Deutschen Motoryachtverband e. V. (DMYV) mit Sitz in Duisburg. Die einzelnen Rennen werden von Vereinen organisiert, die Mitglieder des nationalen Verbandes sind.

## Sicherheit
Zur Erhöhung der Sicherheit müssen alle größeren Katamarane (bei Rennbooten ab der 500-cm³-Klasse, bei Sportbooten ab der 750-cm³-Klasse) ein Sicherheitscockpit haben. Es wird aus mit Aramiden („Kevlar“), Kohlenstofffasern verstärkten Kunstharz mit einem Kern aus Hartschaum („Airex“) gebaut. In dieser stabilen „Kapsel“ ist der Fahrer angeschnallt und hat eine Sauerstoff-Versorgung. Damit ist er bei Zusammenstößen und Überschlägen geschützt. Diese Fahrer müssen jährlich üben, wie sie sich unter Wasser selbst aus dem Sicherheitscockpit befreien („Turtle-Test“)
Diese speziellen „Rettungszellen“ sind bei den PRO-Klassen im Drag Boat Racing so konstruiert, dass sie sich im Falle eines schweren Unfalls komplett vom Boot lösen. Auch hier ist noch eine Sauerstoffversorgung für den Piloten vorgeschrieben, falls sich das Cockpit nach einem Überschlag unter Wasser befindet.

## Fahrer
Um bei einem Motorbootrennen zu starten, benötigt der Fahrer eine Lizenz. Diese wird für deutsche Fahrer vom DMYV nach einer Prüfung vergeben, auf die ADAC und DMYV mit einem theoretischen und praktischen Wochenendlehrgang vorbereiten. Zusätzlich ist ein Gesundheitszeugnis erforderlich. In der Klasse T 550 ist es möglich, mit 14 Jahren zu beginnen, in allen anderen Klassen mit 16. Bestimmte schnelle Klassen setzen eine Sonderlizenz der UIM voraus.
Damen treten im Motorbootrennsport gleichberechtigt gegen Herren an.

## Serien und Klassen
Die unterschiedlichen Boots- und Motorenformen werden entsprechend dem Reglement des Weltdachverbandes UIM in Serien eingeteilt. Die häufigsten Serien sind:
- O – Rennboote mit Außenbordern
- S – Sportboote mit serienmäßigen Außenbordern
- T – Tourenboote mit serienmäßigen Außenbordern
- P – Schlauchboote mit Außenbordern
- R – Rennboote mit Innenbordern
- E – Sportboote mit serienmäßigen Innenbordern

Alle diese Serien sind noch einmal nach dem Hubraum ihrer Motoren unterteilt. So gibt es z. B. in der Serie „O“ elf Klassen von O 125 (bis 125 cm³) bis O ∞ (über 3000 cm³).

### Deutschland
In Deutschland werden überwiegend folgende Klassen gefahren:
- Außenbord-Klassen: O/F-125, O/F-250, O/F-350, O/F-500, O-700
- Innenbord-Rennboote: Formel-R1000,
- Nachwuchsrennklassen: Formel ADAC, DMYV-T550, OSY-400

### USA
In den USA hat sich, ähnlich wie beim Automobilsport, eine eigene Rennsportkultur herausgebildet. Praktisch nur hier gibt es z. B. Drag Boat Racing und Unlimited Hydroplanes.
Drag Boats erreichen ihre hohen Geschwindigkeiten nur auf sehr kurzen Strecken und sind das Pendant zu den Dragster-Fahrzeugen an Land. Hier geht es um maximale Beschleunigung auf einer Geraden. Die Königsklasse Top Fuel Hydro erreicht aus dem Stand über eine Distanz von 1000 Feet (304,8 Meter) innerhalb von 3,48 Sekunden Geschwindigkeiten von 251 Meilen pro Stunde (403,9 km/h). Die Rennen werden meist auf Seen und breiten Flüssen ausgetragen.
Die Königsklasse der Rennboote auf Rundkursen sind die Unlimited Hydroplanes, die die höchsten Geschwindigkeiten erreichen: Top Speeds von 354,86 km/h. Die Runden-Durchschnittsgeschwindigkeit liegt zwischen 130 und 165 Meilen pro Stunde (210–265 km/h).

## Meisterschaften
In allen definierten Klassen können Welt- bzw. Europameisterschaften ausgetragen werden. Neuerdings werden diese Meisterschaften in vielen Klassen als Serie ausgetragen, d. h., es finden mehrere Rennen in verschiedenen Ländern statt. Die Wertungspunkte werden am Jahresende zusammengezählt. Bei diesen Serien spricht man dann nicht mehr z. B. von der „Klasse O-250“, sondern von der „Formel 250“. Die Serien gibt es teilweise als Welt- oder Europameisterschaftsserie. Meisterschaften, die nicht in einer Serie ausgetragen werden, finden an einem Wochenende in vier Läufen statt, wobei jeder Fahrer ein Streichergebnis hat.

## Start-Varianten

### Fliegender Start
Mit Startuhr
(Bei Rundstreckenrennen) Die Fahrer entscheiden selbst, wann sie innerhalb der angezeigten Vorbereitungszeit aufs Wasser gehen. Sie kreisen in der „Vorbereitungszone“, nicht in der „Sicherheitszone“ 150 m vor der Startlinie. In der letzten Minute läuft dann ein Sekundenzeiger rückwärts. Bei „0“ dürfen die Boote die Startlinie überqueren. Diese Startform wurde vor etlichen Jahren als „gefährlich“ eingestuft, da es häufig zu Unfällen kam. Daher wird sie heutzutage nur noch selten verwendet. Gebräuchlich ist der „Jetty-Start“.
Mit Masterboot
(Bei Offshorerennen) Die Boote versammeln sich auf dem Wasser. Ein Boot der Rennleitung (Masterboot) nimmt Fahrt auf, beschleunigt und gibt mit Senken einer Flagge den Start frei. Ab diesem Moment dürfen die Teilnehmer das Masterboot überholen.

### Jetty-Start
Der Jetty-Start ist die gebräuchlichste Startform bei Rundstreckenrennen. Die Boote liegen am Steg und dürfen bis 30 Sekunden vor dem Start die Motoren warm laufen lassen. Dann kommt die rote Ampel und erst bei Verlöschen des Rotlichts dürfen die Motoren wieder gestartet werden und die Boote losfahren. Statt an einem Steg können die Boote auch einfach nur im knietiefen Wasser liegen. Dies findet man auf amerikanischen Seen häufig.